# Макс Ааронс
Макс Ааронс (англ. Max Aarons, нар. 4 січня 2000, Гаммерсміт і Фулем) — англійський футболіст, захисник клубу «Борнмут». На умовах оренди виступає за іспанську «Валенсію».
Виступав, зокрема, за клуб «Норвіч Сіті», а також молодіжну збірну Англії.
Дворазовий переможець Чемпіонату Футбольної ліги.

## Клубна кар'єра
Народився 4 січня 2000 року в місті Гаммерсміт і Фулем. Вихованець футбольної школи клубу «Норвіч Сіті». Дорослу футбольну кар'єру розпочав 2018 року в основній команді того ж клубу, в якій провів п'ять сезонів, взявши участь у 201 матчі чемпіонату. Більшість часу, проведеного у складі «Норвіч Сіті», був основним гравцем захисту команди.
До складу клубу «Борнмут» приєднався 2023 року. Станом на 19 травня 2024 року відіграв за клуб з Борнмута 20 матчів в національному чемпіонаті.

## Виступи за збірні
У 2018 році дебютував у складі юнацької збірної Англії (U-19), загалом на юнацькому рівні взяв участь у 7 іграх.
Протягом 2019–2023 років залучався до складу молодіжної збірної Англії. На молодіжному рівні зіграв у 27 офіційних матчах.

## Статистика виступів

### Статистика клубних виступів
| Сезон                   | Команда                 | Чемпіонат               | Чемпіонат | Чемпіонат | Національний кубок | Національний кубок | Національний кубок | Континентальні кубки | Континентальні кубки | Континентальні кубки | Інші змагання | Інші змагання | Інші змагання | Усього | Усього | Усього |
| Сезон                   | Команда                 | Ліга                    | Ігор      | Голів     | Ліга               | Ігор               | Голів              | Ліга                 | Ігор                 | Голів                | Ліга          | Ігор          | Голів         | Ігор   | Голів  |        |
| ----------------------- | ----------------------- | ----------------------- | --------- | --------- | ------------------ | ------------------ | ------------------ | -------------------- | -------------------- | -------------------- | ------------- | ------------- | ------------- | ------ | ------ | ------ |
| 2018–19                 | «Норвіч Сіті»           | ЧФЛ                     | 41        | 2         | КА+КЛ              | 0+2                | 0+1                | -                    | -                    | -                    | -             | -             | -             | 43     | 3      |        |
| 2019–20                 | «Норвіч Сіті»           | ПЛ                      | 36        | 0         | КА+КЛ              | 3+1                | 0                  | -                    | -                    | -                    | -             | -             | -             | 40     | 0      |        |
| 2020–21                 | «Норвіч Сіті»           | ЧФЛ                     | 45        | 2         | КА+КЛ              | 2+0                | 0                  | -                    | -                    | -                    | -             | -             | -             | 47     | 2      |        |
| 2021–22                 | «Норвіч Сіті»           | ПЛ                      | 34        | 0         | КА+КЛ              | 1+0                | 0                  | -                    | -                    | -                    | -             | -             | -             | 35     | 0      |        |
| 2022–23                 | «Норвіч Сіті»           | ЧФЛ                     | 45        | 1         | КА+КЛ              | 1+2                | 0                  | -                    | -                    | -                    | -             | -             | -             | 48     | 1      |        |
| Усього за «Норвіч Сіті» | Усього за «Норвіч Сіті» | Усього за «Норвіч Сіті» | 201       | 5         |                    | 11                 | 1                  |                      | -                    | -                    |               | -             | -             | 212    | 6      |        |
| 2023–24                 | «Борнмут»               | ПЛ                      | 20        | 0         | КА+КЛ              | 1+2                | 0                  | -                    | -                    | -                    | -             | -             | -             | 23     | 0      |        |
| Усього за кар'єру       | Усього за кар'єру       | Усього за кар'єру       | 221       | 5         |                    | 14                 | 1                  |                      | -                    | -                    |               | -             | -             | 235    | 6      |        |